# Våler (Østfold)
|  | No s'ha de confondre amb Våler, Hedmark. |

Våler és un municipi situat al comtat d'Østfold, Noruega. Té 5.186 habitants (2016) i té una superfície de 257 km². El centre administratiu del municipi és el poble de Kirkebygden. Vaaler va ser establert com a municipi l'1 de gener de 1838.

## Informació general

### Nom
El nom en nòrdic antic era Válir. Aquesta és la forma plural de váll que significa "un clariana als boscos". Abans del 1921, el nom era escrit Vaaler.

### Escut d'armes
L'escut d'armes és modern. Se'ls hi va concedir el 20 de juny de 1986. Les armes estan basades en les armes de la família local Bolt, que van exercir diverses altes funcions en els segles XIII i xiv. Aquestes armes es podien veure ja en el segell d'Agmund Berdorsson Bolt des del 1400. L'escut mostra un fons blau dividit per la meitat verticalment. A la meitat esquerra apareix una flor de lis d'argent i a la dreta dos xebrons d'or.